# حملة نهر مورو
 حملة نهر مورو معركة مهمه في حمله الحلفاء على إيطاليا، خلال الحرب العالمية الثانيه، خاضها عناصر من الجيش الثامن البريطانى، والجيش الالمانى العاشر، واستمرت الحملة في الفترة من 4 ديسمبر 1943 ، إلى 4 يناير 1944 ، في محيط نهر مورو في شرق إيطاليا.
>